# Holubinka unylá
Holubinka unylá (Russula versicolor) je druh houby z čeledi holubinkovitých (Russulaceae).

## Znaky
Klobouk je 3–10 cm široký, v mládí mírně klenutý se postupně plošně rozprostírá (někdy tvarem připomíná nálevku) a jeho středová část se mělce prohlubuje. Pokožka lesklá, matná, ze vlhka slizká (zejména ve středové části, kde je vždy alespoň trochu lepkavá). Barevně je velmi proměnlivá (od růžové, fialové, olivové, okrové až šedohnědé), ale zároveň velmi nevýrazná.
Křehké, tenké, bílé až okrové lupeny jsou u třeně volné či krátce připojené, na klobouku jsou středně hustě uspořádané, stářím řídnou. Výtrusný prach je žlutý až okrový.
Třeň je 3–7 cm dlouhý, válcovitý, houbovitě vycpaný, jemně podélně vrásčitý, bílý, báze je žlutavá.
Houbovitá, poměrně křehká dužnina je bílá, stářím žloutne. Chuťově je mírná až palčivá, vůně je nevýrazná, květinová.

## Užití
Nejedlá houba.

## Ekologie
Od června do října roste tato holubinka zejména na kyselých substrátech, ze stromů preferuje břízy, smrky a borovice.

## Rozšíření
Druh je rozšířen v oblastech severní polokoule.

## Galerie

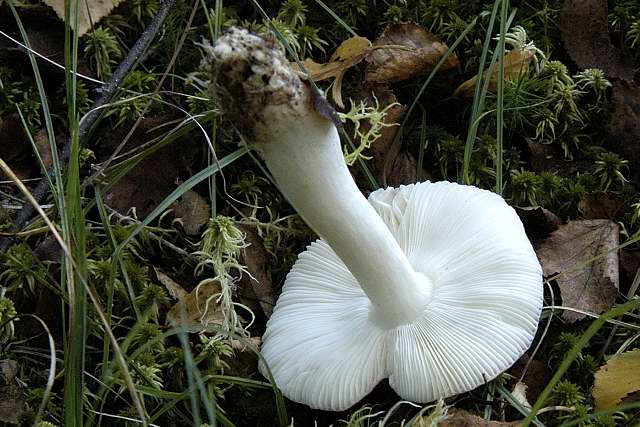
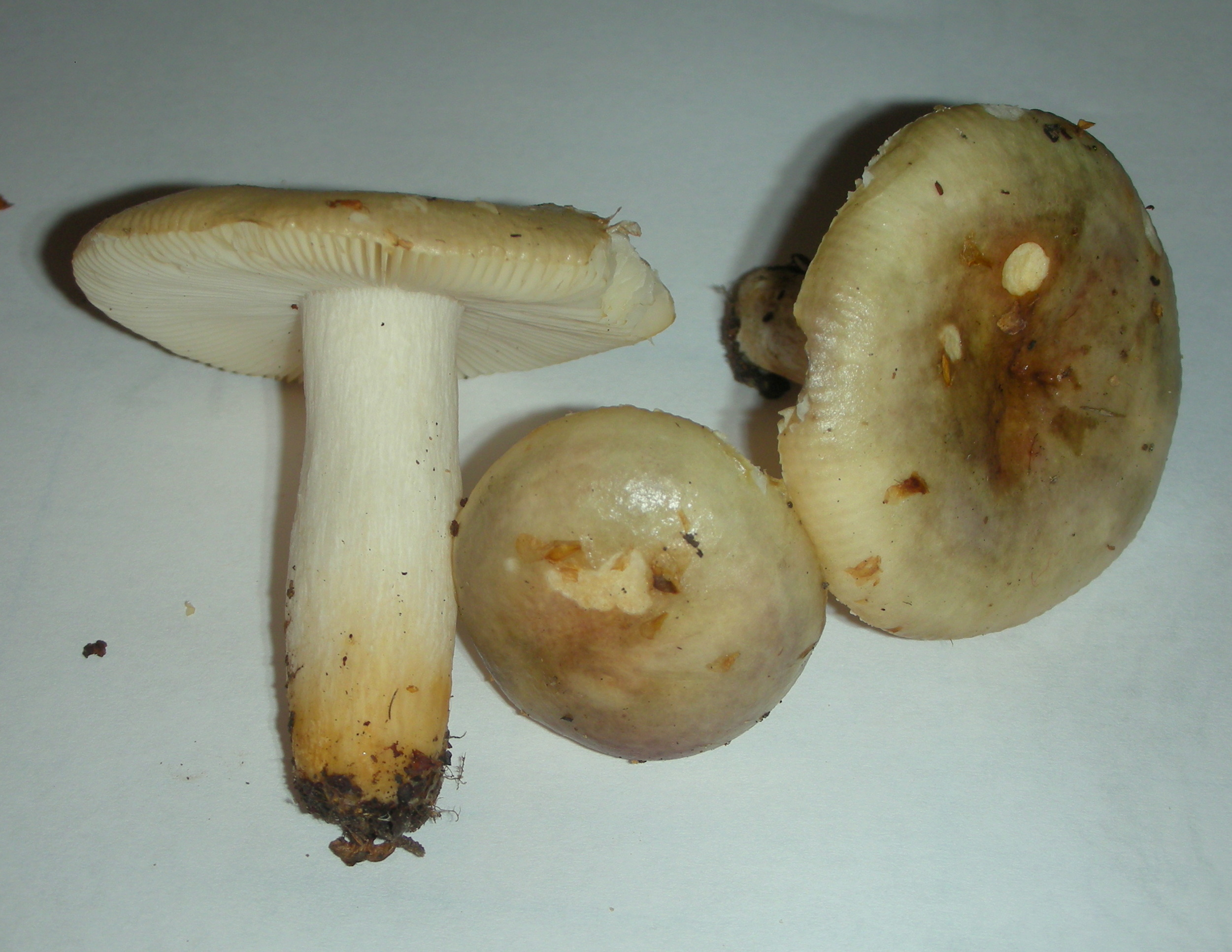
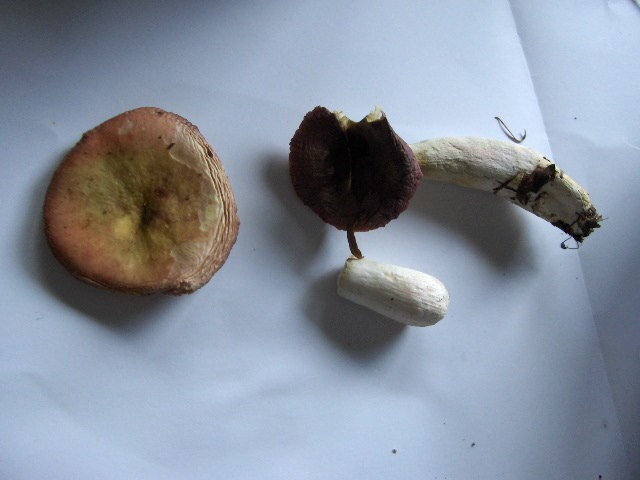

## Možnost záměny
- Holubinka parková (Russula exalbicans)
- Holubinka olšinná (Russula alnetorum)
- Holubinka raná (Russula nauseosa)
- Holubinku dívčí (Russula puellaris)
- Holubinka krémovoliláková (Russula lilacinocremea)
- Holubinka lesklá (Russula nitida)